# Rei Hance
Rei Hance, född Heather Donahue, 22 december 1974 i Pennsylvania, är en amerikansk skådespelare, mest känd för sin roll i filmen The Blair Witch Project från 1999.  Hon var tidigare känd under sitt födelsenamn, men bytte 2020 namn till Rei Hance.

## Roller (i urval

### Film
- 1999 - The Blair Witch Project
- 2000 - Boys and girls
- 2001 - Seven and a match
- 2002 - The Big Time
- 2002 - New Suit
- 2002 - The Walking Hack of Asbury Park
- 2005 - Manticore
- 2008 - The Morgue
- 2016 - Blair Witch

### TV
- 2001 - The Outer Limits - (avsnitt: "The Surrogate")
- 2002 - Taken (miniserie)
- 2003 - Brottskod: Försvunnen (avsnitt: "The Friendly Skies")
- 2005 - It's Always Sunny in Philadelphia (avsnitt: "Charlie Wants an Abortion" )